# Dobrovce
Dobrovce (německy: Stoitzendorf) je část občiny Miklavž na Dravskem polju v Podrávském regionu ve Slovinsku. Rozkládá se v historickém regionu Dolní Štýrsko. Je to sídlo typu vesnice.

## Geografie
Dobrovce se nacházejí v nadmořské výšce 258 m n. m. Vesnice je na severovýchodě ohraničena přívodním kanálem pro vodní elektrárnu Zlatoličje.

## Obyvatelstvo
V roce 2002 žilo ve vsi Dobrovce 722 obyvatel na ploše 398 ha.